# Blocul electoral „Alianța Braghiș”

Sigla electorală a „Alianței Braghiș”

Blocul electoral „Alianța Braghiș” (abreviat BeAB) a fost un partid politic din Republica Moldova înființat și condus de Dumitru Braghiș. În alegerile parlamentare anticipate din 25 februarie 2001 „Alianța Braghiș”, a obținut 13,36% din sufragii (212 071 de voturi). În baza acestor rezultate partidul a primit 19 mandate de deputat în Parlamentul de legislatura a XV-a.

Parlamentare 2001